# 床屋のパラドックス
床屋のパラドックス（とこやのパラドックス）は、数理論理学と集合論における重要なパラドックスである。
このパラドックスはイギリスの論理学者バートランド・ラッセルにより考案されたラッセルのパラドックスを分かり易くした例である。
このパラドックスはさらにゲーデルの不完全性定理やチューリングマシンの停止問題とも関連している。
このパラドックスは、次のようなものである。

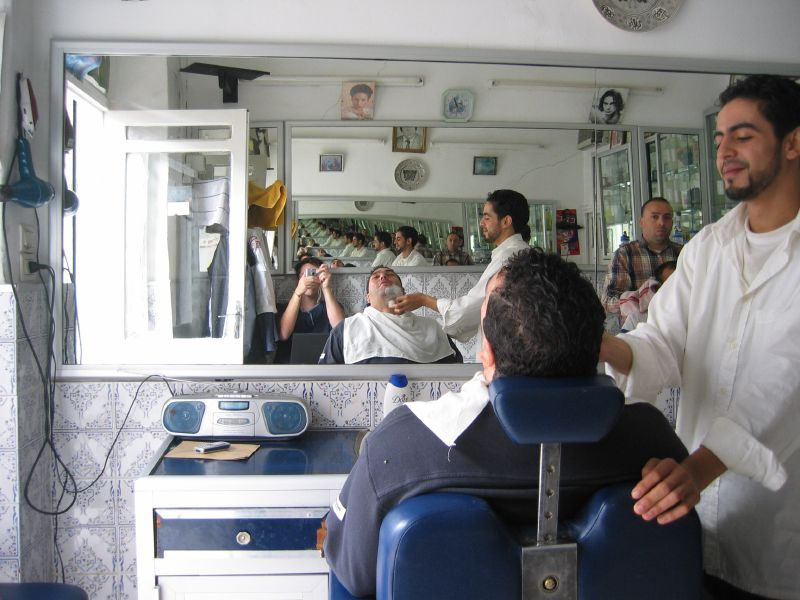
自分の髭は…

- 規則：ある村でたった一人の床屋（男性とする。）は、自分で髭を剃らない人全員の髭を剃り、自分で髭を剃る人の髭は剃らない。
- 問題：床屋自身の髭は誰が剃るのか？

1. 床屋が自分の髭を剃らなければ、彼は「自分で髭を剃らない人」に属するので、床屋は自分自身の髭を自分で剃らなくてはいけなくなり、矛盾が生じる。
2. 床屋が自分の髭を剃るならば、彼は「自分で髭を剃る人」に属するので、自分で髭を剃る人の髭を剃らないという規則に矛盾する。

したがって、どちらにしても矛盾が生ずる。